# David Lemieux

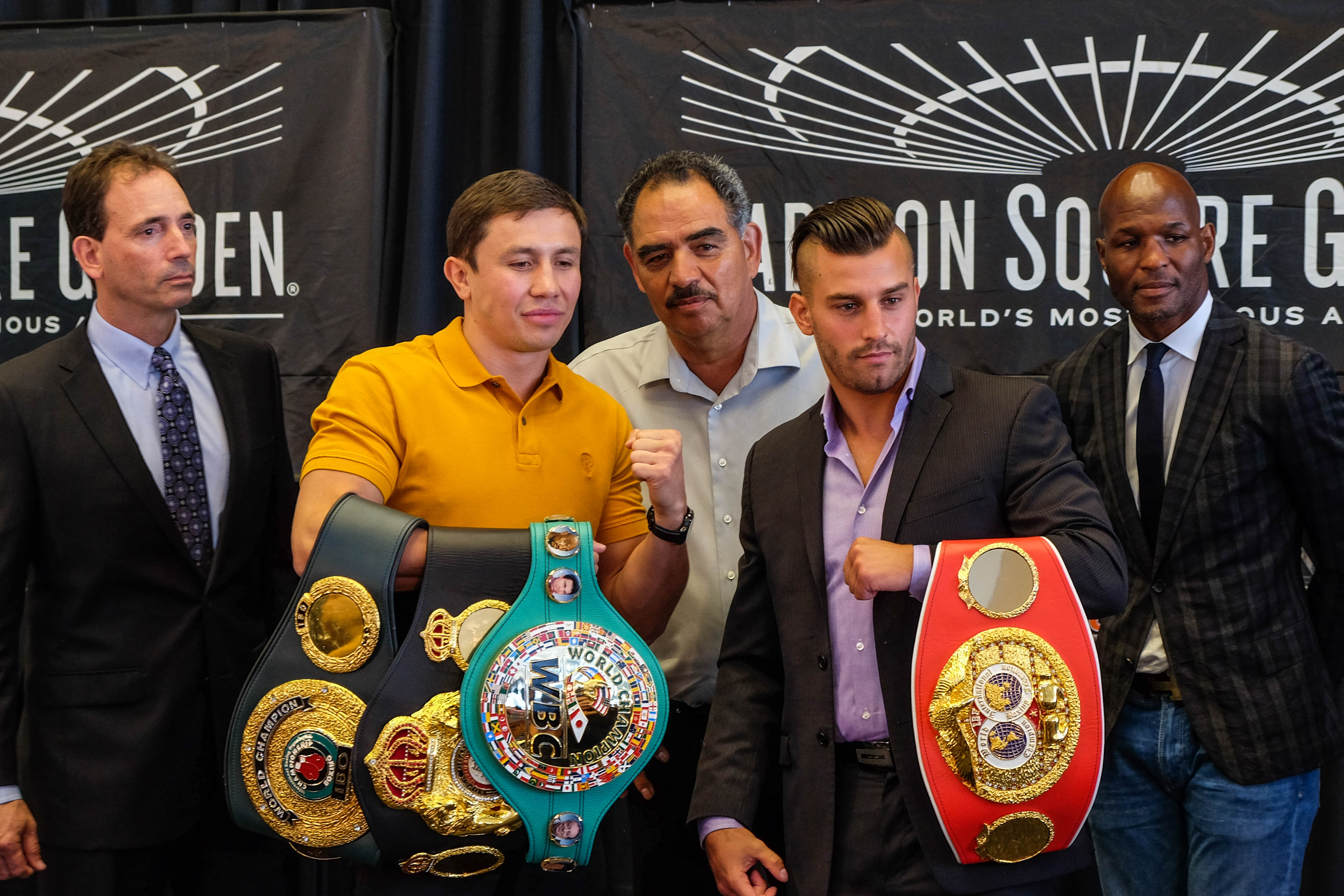
Golovkin-Lemieux (października 2015)

David Lemieux (ur. 22 grudnia 1988 w Montrealu) – kanadyjski bokser kategorii średniej. Były mistrz świata wagi średniej federacji IBF

## Kariera zawodowa
Jako zawodowiec zadebiutował 14 kwietnia 2007 roku, nokautując w 2 rundzie Jose Candelario Torresa. Do końca 2009 roku stoczył kolejne 18 wygranych walk, z czego wszystkie rozstrzygnął przed czasem, zdobywając tytuły: WBC Youth Intercontinental czy mistrzostwo kraju prowincji Quebec.
6 lutego 2010 roku został mistrzem kraju w wadze super średniej. W 10 rundowym pojedynku, zwyciężył jednogłośnie na punkty Jasona Nauglera. Tytuł obronił w kwietniu, nokautując w 2 rundzie Walida Smicheta.
11 czerwca 2010 roku zdobył tytuł WBC International w wadze średniej. W walce o tytuł znokautował już w 1 rundzie Amerykanina Elvina Ayalę. Tytuł obronił w październiku, nokautując również w 1 rundzie, syna legendarnego Héctora Camacho, Hectora Camacho Jr'a.
8 kwietnia 2011 roku doznał pierwszej porażki w karierze. Sprawcą tej sensacji był Meksykanin Marco Antonio Rubio. Kanadyjczyk przez pierwsze 6 rund dyktował warunki walki, spychając do defensywy Rubio. W 7 rundzie po kolejnej ofensywnej akcji Meksykanina, Lemieux został poddany przez narożnik.
10 grudnia 2011 roku został pokonany niejednogłośnie na punkty przez byłego mistrza świata Joachima Alcine'a.
20 czerwca 2015 w Montrealu w Quebecu, pokonany jednogłośnie na punkty 115:109, 115:109 i 114:110 Hassana N’Dama (31-2, 18 KO), zdobywając wakujący tytuł mistrza świata wagi średniej według federacji IBF.
17 października 2015 w Madison Square Garden w Nowym Jorku w pojedynku unifikującym pasy WBA, IBF i IBO w kategorii średniej  przegrał przez nokaut techniczny w 8 rundzie z Kazachem Giennadijem Gołowkinem (33-0, 31 KO), tracąc tyuł IBF.
16 grudnia 2017 w Laval przegrał jednogłośnie na punkty (111-117, 110-118, 108-120) potyczkę z Billym Joe Saundersem (25-0, 12 KO). Stawką walki był mistrzowski pas organizacji WBO w wadze średniej.
15 września 2018 w T-Mobile Arena w Las Vegas znokautował w  pierwszej rundzie Irlandczyka Gary O’Sullivana (28-3, 20 KO).